# Standseilbahn Cairngorm

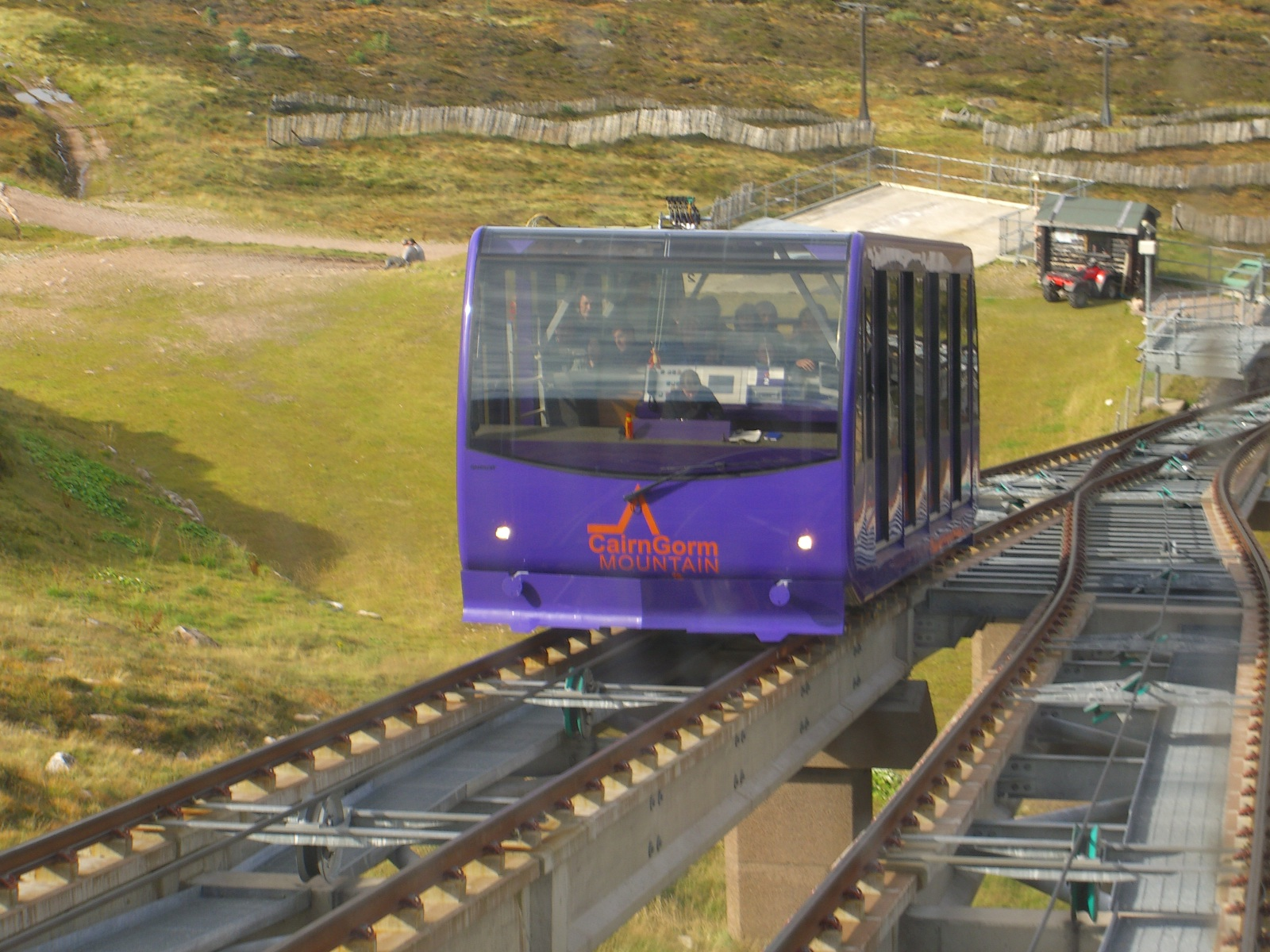
Ausweichstelle der Standseilbahn

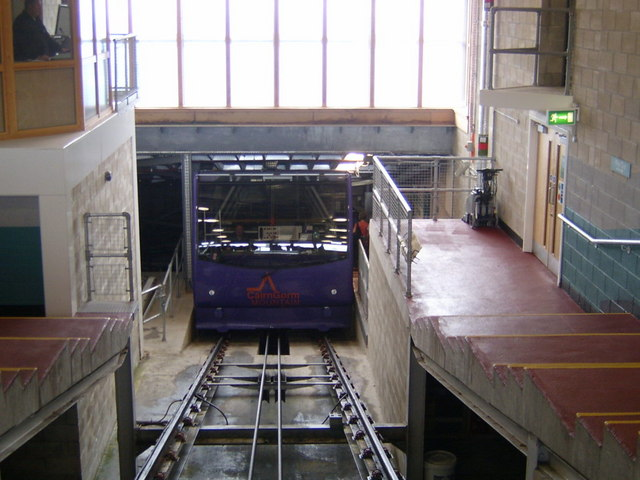
Bergstation Ptarmigan

Die Cairngorm Mountain Railway ist eine zwei Kilometer lange Standseilbahn am Cairn Gorm in Schottland und höchstgelegene Bahn im Vereinigten Königreich. Sie liegt im Cairngorms National Park, dem größten Nationalpark Großbritanniens, in der Nähe von Aviemore, Highland. 
Seit 1961 befand sich ein Sessellift an den Hängen des Cairn Gorm, der sich allerdings als sehr windanfällig erwiesen hatte. Der Neubau der Cairngorm Mountain Railway durch die Firma Doppelmayr begann im Jahr 1999, die Eröffnung war am 23. Dezember 2001. Die Bahn wird durch die Cairngorm Mountain Limited betrieben und ist im Besitz von Highlands and Islands Enterprise. Auf 1.970 m Länge bewältigt die Bahn, die in 2.000 mm Breitspur ausgeführt ist, einen Höhenunterschied von 462 m. Oberhalb der Mittelstation Sheiling befindet sich eine Ausweichstelle. Die Trasse ist größtenteils als Beton-Viadukt ausgeführt, die letzten 350 m befinden sich in einem Tunnel. Die Seilbahn ist im Winter Teil des Skigebiets und dient im Sommer Wanderern und Touristen. 
Im September 2018 zeigten sich bei Routineuntersuchungen der Strecke strukturelle Probleme. Der Bahnbetrieb wurde daraufhin vorläufig eingestellt. Für die Sanierung und Wiederinbetriebnahme hat die schottische Regierung 16 Mio. Pfund Sterling bereitgestellt, die Sanierungsarbeiten begannen im November 2020. Die zunächst für das Frühjahr 2022 geplante Wiederinbetriebnahme wurde inzwischen in das erste Halbjahr 2024 verschoben, laut Presseberichten sollen die Sanierungskosten sich inzwischen auf rund 50 Mio. Pfund Sterling belaufen.